# The Spinning Top
The Spinning Top je v pořadí sedmé sólové album anglického písničkáře a kytaristy, člena skupiny Blur, Grahama Coxona. Ve Velké Británii vyšlo 11. května 2009 a v britském albovém žebříčku se umístilo nejvýše na 36. pozici. Místy až folkově laděné album s převahou akustických skladeb lze označit za koncepční, vypráví příběh člověka od narození po smrt, objevuje se zde také téma vojáka navracejícího se z války domů. Coxon desku věnoval památce svých kytarových vzorů, britských folkových hudebníků Davyho Grahama a Johna Martyna. Po ukončení hudebníkovy spolupráce se společností EMI deska vyšla na labelu Transgressive Records, pod producentskou taktovkou (stejně jako v případě dvou předcházejících alb) Stephena Streeta, někdejšího dvorního producenta The Smiths či Coxonových domovských Blur. Autorem obálky a ilustrací v bookletu alba je G. Coxon, autorkou fotografií tamtéž jeho životní partnerka Essy Syed.

## Seznam skladeb
| Look Into The Light | 3:18 |
| This House          | 2:54 |
| In The Morning      | 8:26 |
| If You Want Me      | 5:43 |
| Perfect Love        | 2:51 |
| Brave The Storm     | 5:19 |
| Dead Bees           | 3:25 |
| Sorrow's Army       | 4:20 |
| Caspian Sea         | 4:54 |
| Home                | 4:21 |
| Humble Man          | 3:43 |
| Feel Alright        | 4:37 |
| Far From Everything | 4:09 |
| Tripping Over       | 4:52 |
| November            | 5:40 |

## Kritický ohlas
Recenze na album byly spíše pozitivní, na serveru Metacritic dosahuje na základě 9 profesionálních recenzí průměrného skóre 66 %, což značí "obecně příznivé recenze".

## Propagace
Vydání alba podpořil singl "Sorrow's Army" doprovázený videoklipem v režii Chrise Hopewella. Coxon v tomto klipu vystupuje v roli vojáka, patrně dezertujícího či prchajícího z bojiště. Hopewell režíroval také videoklipy k dalším skladbám z alba, "In The Morning", "Dead Bees" a "Tripping Over" (poslední jmenovaný nakonec z neznámých příčin nebyl uveden/dokončen, na YouTube se objevila pouze ukázka.)
Coxon album propagoval rovněž rozhlasovými a koncertními vystoupeními, v březnu 2009 například sérií "one man" vystoupení v rámci hudebního festivalu SXSW v texaském Austinu. Sólové koncerty k albu The Spinning Top se v průběhu roku 2009 střídaly s dalšími Coxonovými koncertními závazky. Vystupoval jako předskokan a člen doprovodné skupiny Petea Dohertyho, na jehož aktuálním album Grace/Wastelands se ve většině skladeb podílel i jako studiový kytarista. V červnu a červenci 2009 se pak v obnovené úplné sestavě Blur účastnil comebackového turné skupiny s vrcholy v podobě dvou koncertů v Hyde Parku (Londýn) či na závěr hudebního festivalu v Glastonbury.